# Aeroport Internacional Ángel Adami
L'Aeroport Internacional Ángel Adami (OACI: SUAA) és un aeroport d'ús públic que es troba a Melilla, Uruguai.
El seu nom homenatja el pioner de l'aeronàutica uruguaiana Ángel Adami.

## Història
Al opera el Esquadró Aeri Núm 7 (Enllaç) de la Força Aèria Uruguaiana.
A la fi de l'2016 es va realitzar una sèrie d'obres per tal de millorar l'aeroport, la pista principal va ser reparada i pintada, tasca que va concloure el 3 de febrer de 2017. També es va engrandir la plataforma per aparcar més avions i es van instal·lar nous sortidors de combustible.
L'aeroport es troba a una altitud de 53 msnm. La seva pista d'aterratge rep la designació 18/36 amb una superfície de concret, fa 1 250 m x 23 m.
El servei de taxi aeri, ambulància aèria, escoles de vol, manteniment de variada complexitat; així com representacions de fabricants i accessoris està disponible en aquest aeroport.

## Galeria

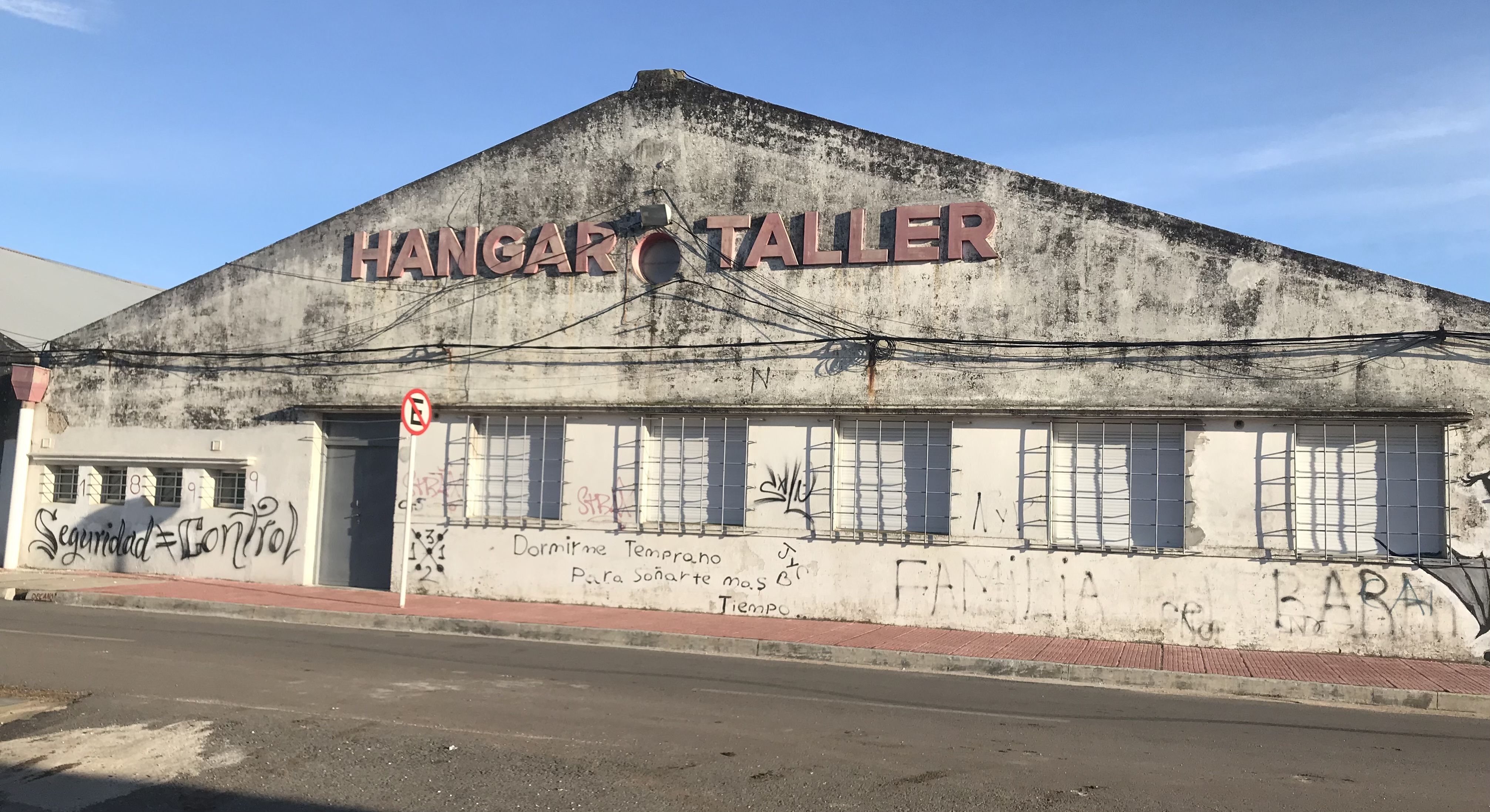
Taller de l'aeroport.
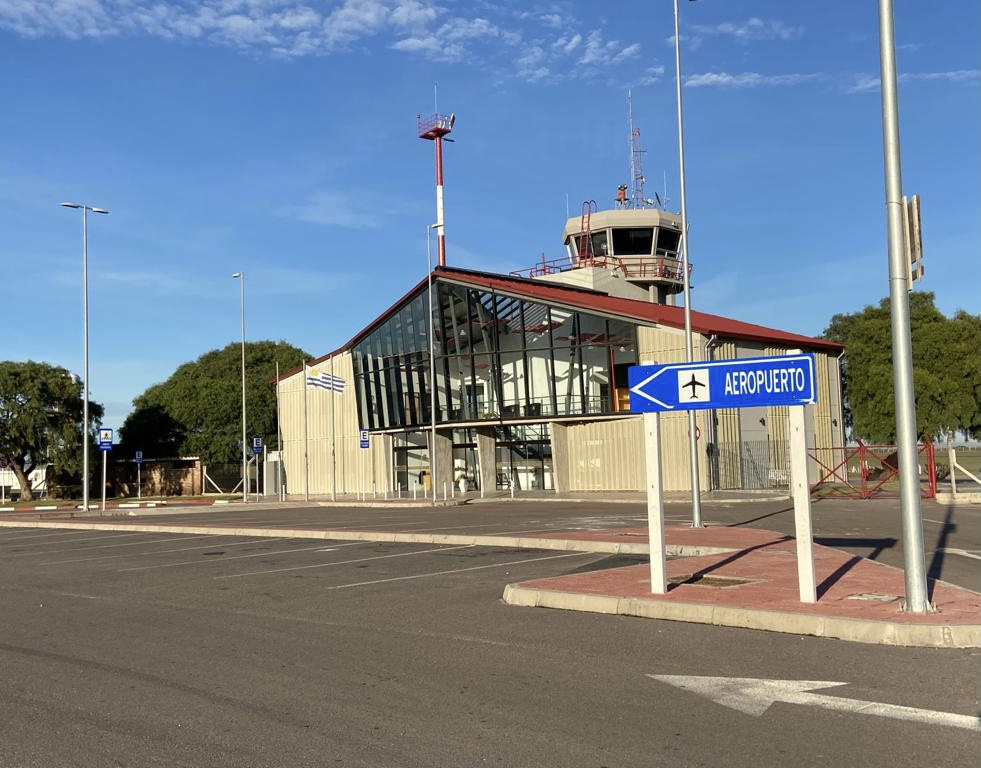
Vista de l'aeroport.
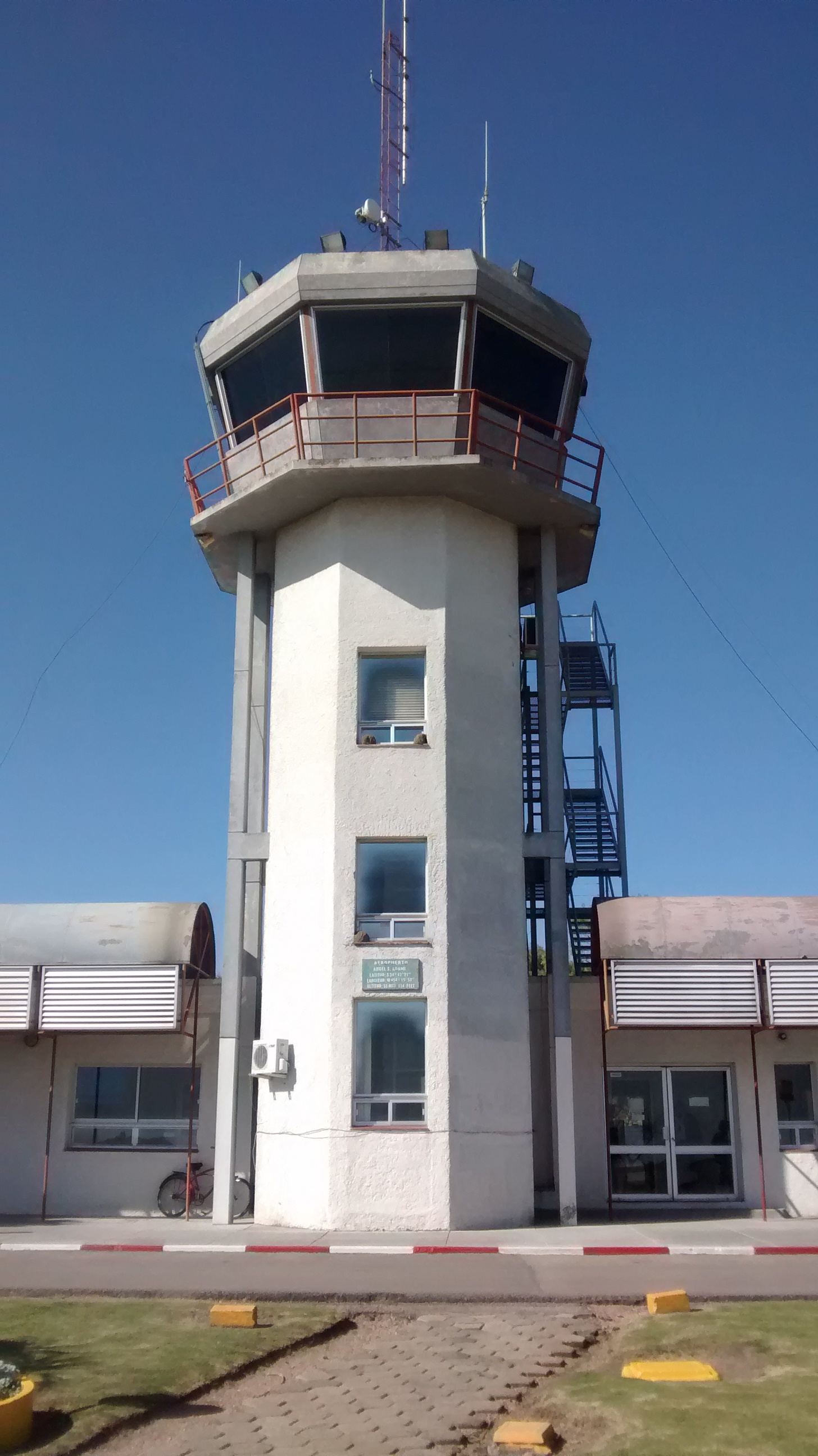
Torre de control de l'aeroport.
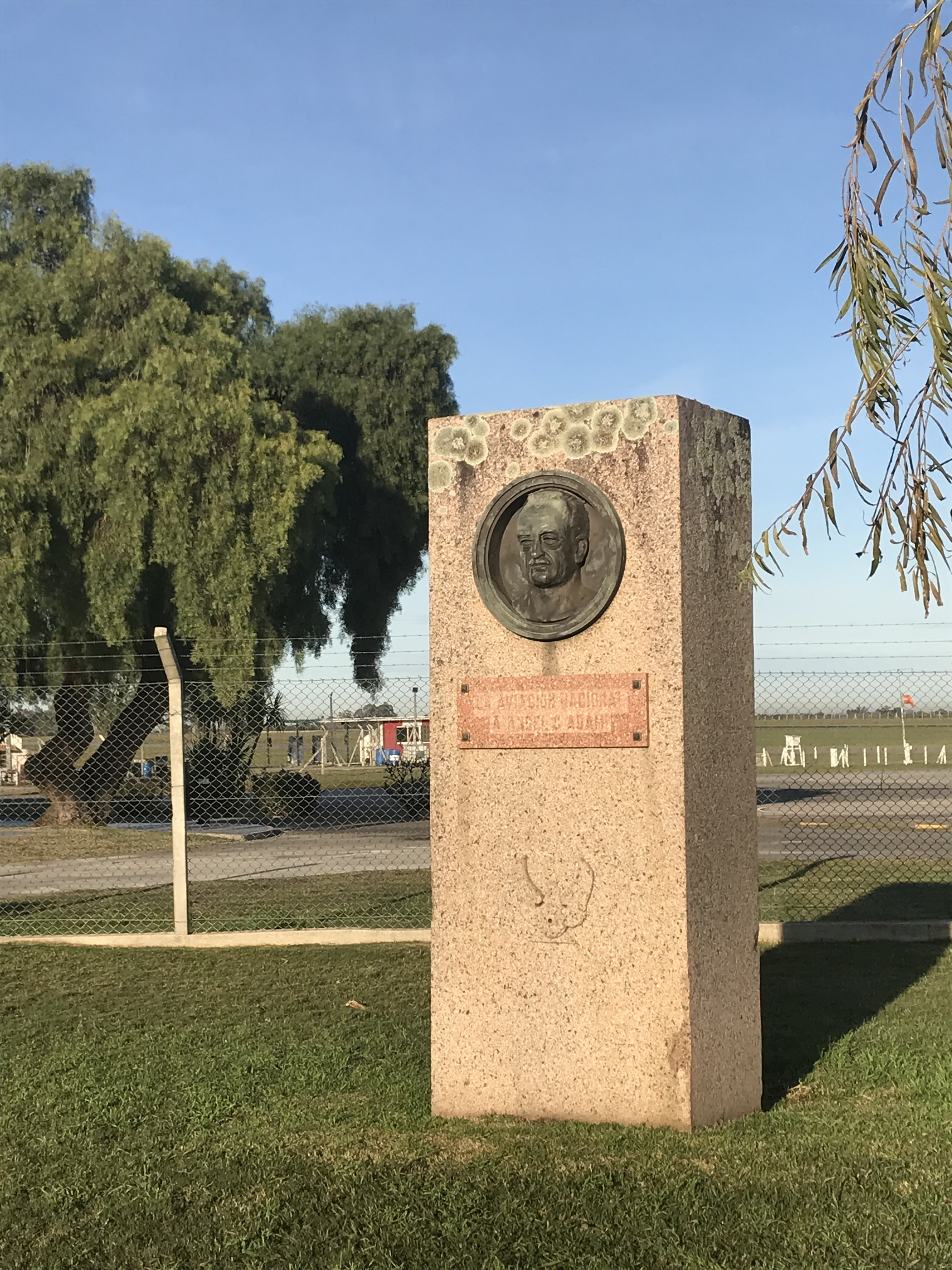
Monument a Ángel Adami